# سلامت آباد (مقاطعة فيروزآباد)
سلامت‌آباد (بالفارسية: سلامت‌آباد) هي قرية تقع في قسم أحمد آباد الريفي في إيران. يقدر عدد سكانها بـ 171 نسمة .